# Pierre-Jean Hellemans
Pierre-Jean Hellemans (Brussel, 21 november 1787 – aldaar, 13 augustus 1845) was een pré-romantisch Belgisch kunstschilder gespecialiseerd in landschappen.

## Genealogie
Hij huwde in 1821 zijn nicht, Jeanne Marie-Joséphine Hellemans (1796-1837); zij was een schilderes van stillevens met bloemen en vruchten.

## Levensloop
Pierre-Jean Hellemans was tussen 1807 en 1809 leerling aan de Academie van Brussel bij Jean-Baptiste Rubens en  Jean-Baptiste De Roy.  François-Joseph Navez  was er een van zijn studiegenoten. Aan de academie haalde hij alle bestaande wedstrijdprijzen in het kader van zijn discipline binnen. Zijn interesse ging aanvankelijk in de richting van de mythologische, historische en godsdienstige onderwerpen zoals zijn “Aeneas en Venus” en zijn “Opoffering van Abel”.
Algauw oriënteerde hij zich naar het landschapschilderen met een voorkeur voor pittoreske gezichten uit de -nog rurale- Brusselse regio en uit de Ardennen : Anderlecht, Schaarbeek, Zoniënwoud, Waterloo, de Maasstreek, op kastelen zoals dat te Laken of “La Follie” te Ecausinnes d’Enghien. Zijn landschappen werden soms aangevuld met dieren door de dierenschilder Eugène Verboeckhoven en door hen beide getekend.
Zijn landschappen zijn van onschatbare waarde voor de kennis van  de topografie van de vele dorpen en buitenplaatsen die hij schilderde. Sites die nu vaak door de stad zijn opgeslorpt.

## Tentoonstellingen
Hellemans nam frequent deel aan de Belgische, Nederlandse en Noord-Franse kunstsalons van zijn tijd, toen zowat de enige mogelijkheid om contact met een groter publiek te leggen:

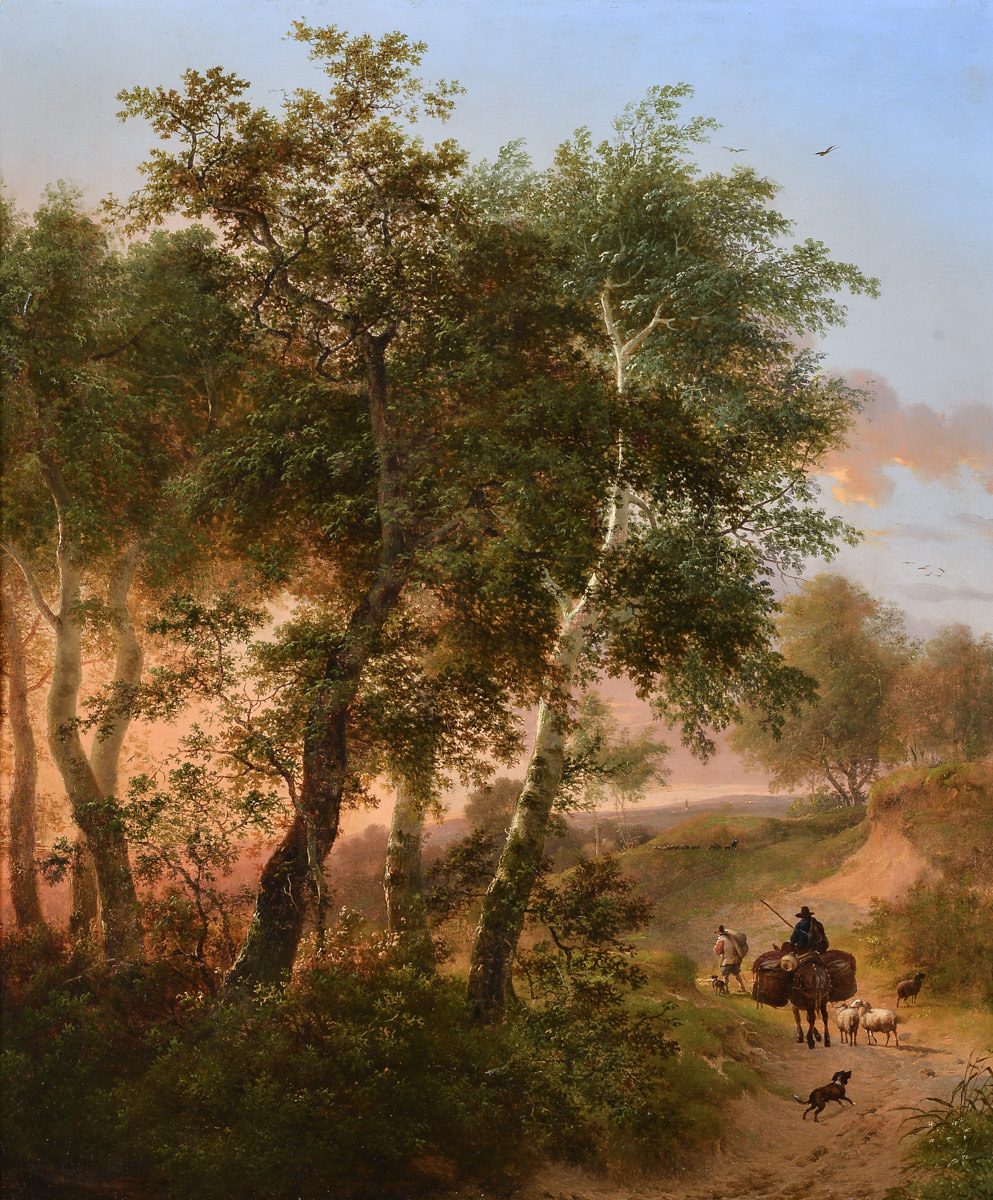
Landschap met hoog geboomte bij zonsondergang (1841)

- Salon 1813, Brussel: “Ontmoeting tussen Aeneas en Venus”
- Salon 1817, Gent: “Landschap met watermolen te Zaventem op twee mijlen van Brussel”
- Salon 1818, Mechelen: “Een brug in Schaarbeek”
- Salon 1822, Mechelen: “Landschap met het dorp Anderlecht op achtergrond”
- Salon 1822, Lille: “Gezicht op het dorp Bosvoorde op twee mijl van Brussel, in september bij ondergaande zon”, “Maneschijn”.
- Salon 1822, Amsterdam : “Gezicht in de omtrek van Brussel”
- Salon 1823, Douai : “Gezicht te Schaarbeek met in de verte het kasteel van Laken”, “Gezicht op Bosvoorde bij Brussel”, “Landschap met dieren”.
- Salon 1825, Douai : “Landschap met molen en gezicht op de Maas”.
- Salon 1825, Lille : “Gezicht aan de rand van een woud nabij Brussel”, Gezicht op de Maas nabij Rouillon”.
- Salon 1825, Den Haag : “Gezicht op de Maas tussen Namen en Dinant”
- Salon 1826, Gent : “Gezicht op Marchin bij Hoei”
- Salon 1826, Cambrai : “Ondergaande zon in een bos”, “Het kasteel Walsin in de provincie Namur gezien op een regenachtige dag”.
- Salon 1827, Den Haag : “Een landschap in de nabijheid van Bosvoorde”
- Salon 1827, Douai : “Bergachtig landschap; gezicht in de omstreken van Hoei”.
- Salon 1827, Brussel : “Landschap nabij Namen”, “Bebost berglandschap”.
- Salon 1828, Amsterdam : “Gezicht bij Annevoie. Provincie Namen”, “Gezicht aan de Maas in de Provincie Luik”
- Salon 1828, ’s Hertogenbosch : “Regenachtig weer bij Dinant”
- Salon 1828, Cambrai : “Landschap in de provincie Namen; Herderin met schaap en geit”, “Gezicht op Ukkel nabij Brussel”.
- Salon 1829, Douai: “Gezicht op Bosvoorde nabij Brussel bij overtrokken weer”.
- Salon 1830, Brussel: “Landschap aan de rand van het Zoniënwoud met gezicht op de Steenweg op Namen”.
- Salon 1831, Douai: “Gezicht op de omgeving van Brussel buiten de Hallepoort”; maanlicht”, “Gezicht nabij Ukkel in de omgeving van Brussel”.
- Salon 1833, Douai: “Landschap met een van de toegangswegen tot het Zoniënwoud”
- Salon 1834, Cambrai: “Gezicht nabij het dorp Ukkel”.
- Salon 1838, Arras: “Gezicht op het kasteel van Walsin”.
- Salon 1841 Amsterdam, “Landschap” gestoffeerd door Eugène Verboeckhoven
- Salon 1841, Utrecht : “Landschap met hoog geboomte bij zonsondergang”.

Hellemans had een gladde, geraffineerde schildertechniek die toen zeer modieus was en schonk veel aandacht aan de textuurweergave van bomen en planten, die hij zeer virtuoos behandelde.  Zijn stijl is het best als romantisch-realisme te omschrijven: als kunstenaar werkend in de periode van de romantiek had hij toch meer aandacht voor de werkelijkheid dan voor romantisch effectbejag.
De handtekening op de schilderijen is doorgaans van een prachtige calligrafische letter.

## Leerlingen
Hellemans had enkele leerlingen, met name M.T. Lensing, Jean-Baptiste-Charles Kops jr., Marie Robijns, de stillevenschilderes Marie-Joséphine Hellemans (zijn echtgenote) en Ph. De Tramazure. Allen zijn nu volledig vergeten.

## Onderscheidingen
Hellemans was in zijn tijd erg succesvol en won onder andere zilveren medailles in het Salon 1822 in Lille en in 1823 in dat van Douai.  Hij was lid van de Kon. Vereniging voor Schone Kunsten van Brussel en van de administratieve commissie van het Museum voor Schone Kunsten Brussel.

## Iconografie
Een portretlitho van Hellemans is te vinden in: J.J. Vanden Burggraaf – Eeckhout, Collection de portraits d’artistes modernes nés dans le royaume des Pays-Bas, Brussel, 1822.

## Musea
- Brussel, K.M.S.K. Van België (“Rand van het Zoniënwoud”-1830)
- Hamburg
- Leipzig, Museum der Bildende Künste (“Landschap met kleinvee en herder op een ezel”) (vernield 1943)
- Oudenaarde, Stedelijk Museum
- Oslo, Nasjonalgalleriet  (“Boslandschap met dieren” (1836) ; in samenwerking met Eugène Verboeckhoven)